# Ape Escape
Ape Escape ist ein 3D-Jump-’n’-Run-Spiel für Sonys PlayStation, welches eine ganze Spielreihe nach sich zog. Es war das erste Spiel, das die Nutzung eines DualShocks voraussetzte, welcher ansonsten nur optional verwendet werden konnte. Das Spiel erschien erstmals am 18. Juni 1999 in Nordamerika und kurz danach am 24. Juni 1999 in Japan unter dem Namen Saru! Get You! (jap. サルゲッチュ, Saru Getchu). Ein Remake des Spiels erschien 2005 für die PlayStation Portable unter dem neuen Titel Ape Escape P (Originaltitel Ape Escape: On the Loose) in verbesserter Grafik und neuer Synchronisation. Eine Version für das PlayStation Network Japan erschien am 30. August 2007.

## Handlung

### Hintergrund
Ape Escape behandelt das Thema der Zeitreisen und spielt in einer Welt ähnlich der Erde, dabei sind die Level in verschiedene Zeitperioden unterteilt. So betritt man unter anderem das prähistorische Zeitalter, in dem Dinosaurier auftauchen, die Eiszeit, in der sämtliche Landschaften eingefroren sind, das Mittelalter, in der Burgen präsent sind, sowie die Neuzeit bis hin zur Gegenwart.

### Story
Ape Escape erzählt die Geschichte eines Affen namens Specter, der durch Zufall Besitzer eines Peak Point Helms wird, einer Erfindung des Professors, die dessen Träger menschliche Intelligenz verleiht, jedoch zugleich böse Absichten weckt. Spike und sein Freund Buzz kommen ins Labor des Professors, um seine neue Erfindung zu begutachten, finden den Professor und seine Enkelin jedoch außer Gefecht gesetzt vor und müssen mit ansehen, wie Specter und seine Affen die Zeitmaschine benutzen. Letzterer verfolgt den Plan, die Geschichte der Menschheit neu zu schreiben, um eine Herrschaft der Affen herbeizuführen. Somit verteilt er sämtliche Affen in unterschiedliche Zeitepochen. Von nun an ist es an Spike, selbst durch die Zeit zu reisen und alle Affen mithilfe des Zeitnetzes zu fangen, um die Rebellion zu stoppen. Dabei muss er zwischenzeitlich in Herausforderungen gegen seinen Freund Buzz bestehen, der von Specter hypnotisiert wurde. Er reist vom Zeitalter der Dinosaurier aus in unterschiedliche Zeiten, bis er zur Gegenwart gelangt. Dorthin hat sich Specter zurückgezogen, da seine Versuche, die Geschichte neu zu schreiben, vorerst gescheitert sind.
Nachdem Spike seine übernommene Fabrik lahmlegt, in der er versuchte mehr Peak Point Helme herzustellen, und ihn schließlich in seinem Hauptquartier im TV Turm besiegt, zieht er sich in seinen eigenen Vergnügungspark – Specter Land – zurück. Hier fordert er Spike erneut heraus, den Professor und Katie zu befreien, die er versteckt hält. Spike trifft auf Buzz und besiegt ihn in einer letzten Herausforderung. Der Bann von Specter bricht und Buzz kommt wieder zur Besinnung. Er kehrt daraufhin zum Labor des Professors zurück und feuert Spike schließlich an, Specter das Handwerk zu legen. Nachdem alle befreit sind, folgt Spike dem Weg durch den Park bis hin zu einem Teleporter zu einem Schloss im Weltraum. Dort angelangt, steht er Specter gegenüber, der vor dem Kampf versucht Spike als seinen Handlanger zu bekehren, da Buzz nun befreit ist. Er schießt einen blauen Lichtstrahl auf ihn, der Spike Schmerzen zufügt, welche noch schlimmer werden würden, wenn er den Widerstand nicht aufgebe. Spike jedoch durchbricht die Barriere und erklärt, dass Kraft allein keine wahre Stärke ausmacht – ein Zitat des Professors. Specter ist außer sich vor Wut und begibt sich in einen Roboter. Spike gelingt es, diesen zu zerstören, Specter jedoch flieht. Das Schloss senkt sich zur Erde, wo Spike wieder mit seinen Freunden vereint ist.
Trotzdem gibt es immer noch verbleibende Affen in unterschiedlichen Zeiten, und Specter bleibt ebenso verschwunden. Spike macht sich ein letztes Mal auf, alle restlichen Affen einzufangen und entdeckt Specters Aufenthaltsort. Es kommt zum finalen Showdown zwischen den beiden, den Spike für sich entscheidet, indem er Specter schließlich mit dem Zeitnetz einfängt, den Helm entfernt und ihn in den Parkzirkus zurückbringt, wodurch Specters böser Aufstand ein Ende findet.

### Charaktere
- Spike (カケル, Kakeru in der jap. Version) ist ein 10-jähriger Junge und der Protagonist des Spiels. Er reist durch die Zeit um die Affen einzufangen, während er auf seiner Reise mit neuen Geräten ausgerüstet wird.

- Buzz (ヒロキ, Hiroki in der jap. Version, Jake in der US-Version) ist Spikes bester Freund und zugleich Rivale auf freundschaftlicher Ebene. Als die Zeitmaschine aktiviert wird, werden er und Spike getrennt und in verschiedene Zeitperioden versetzt. Er wird von Specter kontrolliert, erlangt jedoch sein Bewusstsein zurück, nachdem er von Spike besiegt wurde und kehrt daraufhin zum Professor zurück.

- Der Professor (ハカセ, Hakase in der jap. Version) ist der Erfinder der Zeitstation, mit der Spike durch die Zeit reist, um die Affen einzufangen, sowie des Peak Point Helms (kurz Pipo Helm), der die Intelligenz der Affen erhöht. Er verlässt sich bei seinen Forschungen sehr auf seine Enkelin.

- Katie (ナツミ, Natsumi in der jap. Version, Natalie in der US-Version) ist die Enkelin des Professors. Sie hilft ihrem Großvater, dem Professor, sich um das Labor zu kümmern. Sie kann sehr temperamentvoll sein, was sich äußerst bemerkbar macht, als Spike sie nicht so schnell rettet wie sie es gern hätte.

- Specter (スペクター, Supekutā in der jap. Version) ist ein weißer Affe und der Hauptantagonist des Spiels. Er trat einst in einem Zirkus im Park auf, bis er den Peak Point Helm des Professors findet. Er erhöht seine Intelligenz enorm und verleiht ihm die Fähigkeit zu Sprechen, allerdings entscheidet er sich seine neue Macht für böse Absichten zu nutzen. Er entwickelt seinen gefundenen Helm eigenständig weiter und dupliziert und verteilt die Standard-Version zugleich an alle anderen Affen, um mit dieser Armee die Welt zu beherrschen. Dabei nutzt er die Zeitmaschine des Professors und schickt Affen in sämtliche Zeitalter, um letztlich die Geschichte neu zu schreiben.

- Die Pipo-Affen (ピポサル, Piposaru in der jap. Version) bilden Specters Armee und tauchen in jedem Areal des Spiels auf. Alle von ihnen tragen Helme und farbige Hosen, allerdings steigern ihre Helme ihre Intelligenz nicht annähernd wie der von Specter. Das Blinklicht ihrer Helme zeigt ihre Stimmungslage an, die Farbe der Hose spiegelt ihre Persönlichkeit wider.

## Gameplay
Ape Escape spielt sich in der Third-Person-Perspektive und macht von einer 3D-Grafik Gebrauch. der Hauptcharakter Spike ist in der Lage zu laufen, zu springen, zu kriechen, zu schleichen und unterschiedliche Geräte zu benutzen, die ihm im Laufe des Spiels stetig zur Verfügung gestellt werden. Die Steuerung der Spielfigur erfolgt komplett durch die beiden Analog-Sticks des DualShocks. Auf den vier Aktionstasten des Controllers lassen sich bis zu vier Geräte legen, die somit im Spielverlauf schnell auswähl- und wechselbar sind.
Es gibt mehrere Geräte mit unterschiedlichen, einzigartigen Funktionen. Zu Beginn steht dem Spieler nur das Zeitnetz zum Fangen von Affen sowie das Laserschwert zum Schlagen von Gegnern zur Verfügung. Die Ausrüstung wird nach und nach um weitere nützliche Geräte aufgestockt, nicht zuletzt um zusätzliche Areale der Level zu erreichen. Erhält man ein neues Gerät, ist es vonnöten, zuerst ein für das Gerät konzipiertes Trainingslevel zu absolvieren, in dem einem die Funktion und Benutzung nahegebracht werden. Letzteres ist nach dem Zeitpunkt zu jeder Zeit wiederholbar.
Das Zeitnetz wird später erweitert, um Affen unter Wasser fangen zu können. Die restlichen Geräte setzen sich zusammen aus einem Radar, das Affen aufspürt, einer Steinschleuder, einem Zauberreifen ähnlich einem Hula-Hoop-Reifen, der kurzzeitig die Renngeschwindigkeit erhöht, dem Himmelsstürmer, einem handlicher Propeller der vorher unerreichbare Höhen zugänglich macht, einem Fernlenkauto, um Affen aus Verstecken zu jagen, und schließlich dem Magic Punch, einem Boxhandschuh, der sich verlängern lässt und über mehr Durchschlagskraft als das Laserschwert verfügt.

### Die Affen
Das Hauptziel jedes Levels ist das Fangen einer bestimmten Anzahl von Affen. Sobald diese Anzahl beim ersten Besuch eines Levels erreicht ist, ist das Ziel erreicht. Die im Level verbliebenen Affen können im Nachhinein beim erneuten Besuch gefangen werden, meist nachdem man in Besitz der benötigten Geräte ist. Zwischen den Leveln agiert man in der Zeitstation, die einerseits zur Levelauswahl führt, und von der aus man zudem zum Minispiel-Raum, den jeweiligen Trainingsräumen sowie zum Speichermenü gelangt. Letzteres bietet außerdem die Affenfibel, eine Art Enzyklopädie, die bereits gefangene Affen mit sämtlichen Daten aufführt.
Jeder Affe besitzt seine eigene Persönlichkeit samt Namen. Die Namen setzen sich meist aus Anlehnungen an Berühmtheiten sowie generellen Wortwitzen zusammen. Weiterhin verfügt jeder Affe über drei verschiedene Fähigkeit-Gesichtspunkte: Angriff, Geschwindigkeit und Alarm, welche mit bis zu fünf Punkten klassifiziert werden. Durch die Farbe der Hosen lässt sich ihr Verhalten ableiten, mit dessen Kenntnis der Spieler mit einer affenspezifischen Strategie vorgehen kann.
Die Farbe der Hosen gibt folgende Informationen preis:
- Gelb – Normales Verhalten
- Rot – Starker Angreifer, besitzt Boxhandschuhe
- Blau – Sehr schneller Läufer
- Weiß – Kann entfernte Geräusche wahrnehmen
- Grün – Ausgeprägtes Sehvermögen, greift mit Raketen an
- Schwarz – Sehr gefährlich, trägt ein MG
- Hellblau – Extrem ängstlich

In den Leveln lassen sich außer den Affen noch Gegenstände finden, darunter Chips,
die bis zum Erhalt eines Extra-Lebens gesammelt werden können, Munitionsgeschosse für die Steinschleuder, sowie Specter Münzen, die mit ansteigender Menge Minispiele freischalten.

### Minispiele
- Ski-Kidz Racing: Ein Ski Alpin gegen den Computer oder einen zweiten Spieler. Seine Spielfigur kann man aus einer Auswahl der Hauptcharaktere wählen. Der linke und rechte Analog-Stick wird benutzt, um den jeweiligen Ski entsprechend auszurichten.
- Specter Boxing: Ein Boxturnier, das einen Trainingsmodus und Mehrspielermodus beinhaltet. Beide Analog-Sticks werden genutzt, um die Fäuste des Affenboxers zu bewegen.
- Galaxy Monkey: Ein Arcade-Spiel ähnlich dem Klassiker Asteroids. Der Spieler steuert ein UFO mit einem Affen an Bord und schießt Feinde ab. Der linke Analog-Stick dient zur Steuerung, der rechte ist für das Schießen zuständig.

## PSP-Version
Eine aufgewertete Portierung für die PlayStation Portable erschien als Ape Escape: On the Loose in Nordamerika, Saru Get You P! (jap. サルゲッチュP!) in Japan und Ape Escape P in Europa. Neben der neuen Aspect Ratio von 16:9 bietet die PSP-Version die Möglichkeit, den Mehrspielermodus für Minispiele per WiFi zwischen zwei PSP-Systemen zu nutzen. Weiterhin spielt sich das Remake nunmehr mit einem Analog-Stick. Ebenfalls wurde die R-Taste zum Kriechen abgeändert, wodurch die X-Taste nun zum Springen verwendet wird. Dadurch verringert sich die Auswahl der Geräte auf den Aktionstasten von vier auf drei.
Das erste freischaltbare Minispiel wurde zudem leicht geändert. Im Original wurden die beiden Analog-Sticks verwendet, um die Richtung des entsprechenden Skis zu steuern. Da die PSP jedoch über nur einen Analog-Stick verfügt, wurden die Ski zum Snowboard abgeändert. Die Strecken wurden folglich mit einem Slalom versehen.

## Nachfolger
| Titel                                | Jap. Titel       | Plattform/en  | Erscheinungsdatum |
| ------------------------------------ | ---------------- | ------------- | ----------------- |
| Ape Escape P / On The Loose (Remake) | Saru Get You P!  | PSP           | 2005              |
| Ape Escape 2                         | Saru! Get You! 2 | PlayStation 2 | 2003              |
| Ape Escape 3                         | Saru! Get You! 3 | PlayStation 2 | 2005              |

## Ableger
| Titel                            | Jap. Titel                                         | Plattform/en          | Erscheinungsdatum |
| -------------------------------- | -------------------------------------------------- | --------------------- | ----------------- |
| Pipo Saru 2001                   | -                                                  | PlayStation 2         | 2001              |
| Ape Escape: Pumped & Primed      | Gacha Mecha Stadium Saru Battle                    | PlayStation 2, Arcade | 2004              |
| EyeToy: Monkey Mania             | Saru Eye Toy Oosawagi: Wakki Waki Game Tenkomori!! | PlayStation 2         | 2005              |
| Ape Academy                      | Piposaru Academia: Dossari! Sarugee Daizenshuu     | PSP                   | 2005              |
| Ape Academy 2                    | Pipo Saru Academia 2: Aiai Sarugee Janken Battle!  | PSP                   | 2005              |
| Ape Escape Million Monkeys       | Saru! Get You! Million Monkeys                     | PlayStation 2         | 2006              |
| Ape Escape Racing                | Saru Get You: Pipo Saru Racer                      | PSP                   | 2006              |
| Ape Escape: SaruSaru Big Mission | Saru! Get You! SaruSaru Big Mission                | PSP                   | 2007              |
| Ape Quest                        | Sarugetchu: Piposaru Senki                         | PSP (PSN-exklusiv)    | 2008              |
| Ape Escape Fury! Fury!           | Furi Furi! Sarugechu                               | PlayStation 3         | 2010              |